# Angy Fernández
Ángela María Fernández González, meglio nota come Angy Fernández o semplicemente Angy (Palma di Maiorca, 5 settembre 1990), è una cantante e attrice spagnola, conosciuta per il ruolo di Paula Blasco in Fisica o chimica.

## Carriera
Angy Fernández partecipa alle selezioni della prima edizione spagnola di X Factor nel 2007, superandole e classificandosi seconda. Firma quindi un contratto con la Sony Music e, collaborando con il produttore Josè Pamòn Flòrez, il 12 febbraio 2008 esce il suo primo album, Angy, che include brani in inglese e spagnolo e le cover di Baby One More Time e Girls Just Want to Have Fun.
Dall'album vengono estratti i singoli Sola En El Silencio e Adiòs, che diventano la colonna sonora della telenovela Fisica o chimica, nella quale Fernández viene scritturata nel 2008 e che abbandona dopo la sesta stagione. Nel 2010 incide un brano intitolato Física o química che fa da nuova sigla alla serie.
Nel 2011 partecipa alla prima edizione del talent Tu cara me suena, vincendola.

## Filmografia

### Cinema
- Alicia en el país de Ali, regia di Paco R. Baños (2012)

### Televisione
- Fisica o chimica (Física o química) - serial TV, 71 puntate (2008-2011)
- La hora de José Mota - serie TV, episodio 3x07 (2011)
- Bajo la red (2018)

### Programmi
- Tu cara me suena (2011) - concorrente e vincitrice
- Benidorm Fest (2024) - concorrente

## Discografia
- 2008 - Angy
- 2013 - Drama Queen

## Singoli
- 2008 - Sola En El Silencio
- 2008 - Adiòs
- 2010 - Física o química
- 2013 - Por que Esperar? (Feat. Abraham Mateo)
- 2014 - Heard It At Sunset
- 2023 - Sé Quien Soy

## Doppiatrici italiane
Nelle versioni in italiano dei suoi film, Angy Fernández è stata doppiata da:
- Emanuela Damasio in Fisica o chimica.